# Etelwald Moll
Etelwald Moll, Æthelwald Moll, Aeðelwaldus, Æðelwald Moll – władca anglosaskiego królestwa Nortumbrii w latach 759-765.

## Pochodzenie
Nie wiadomo właściwie, kim był Etelwald Moll. Jego imię nie zostało umieszczone w genealogii królów Nortumbrii, co każe przypuszczać, iż nie należał do dynastii bernickiej wywodzącej się od Idy. Nie wiadomo, czy należał do dynastii deirskiej, czy też był po prostu członkiem wpływowej rodziny szlacheckiej.
Większość historyków zgadza się co do tego, że prawdopodobnie był to ten sam Moll, o którym jest mowa w liście papieża Pawła I do króla Eadberta i jego brata, biskupa Yorku Egberta. Papież napisał ów list w reakcji na skargę opata Forthreda, któremu Eadbert odebrał posiadłości klasztorne (Stonegrave, Coxwold oraz Donæmuthe) po to, by przekazać je w ręce jego brata, patrycjusza Molla. Nakazał zwrot zawłaszczonego majątku i zabronił przekazywania dóbr kościelnych w świeckie ręce.

## Panowanie
24 lipca 759 roku dotychczasowy król Nortumbrii, Oswulf, został zamordowany przez własnych dworzan. Według kontynuacji Historii kościelnej... Bedy Czcigodnego, już 5 sierpnia 759 królem został Etelwald Moll, wybrany przez "swoich ludzi". Szybkość, z jaką nastąpiło przekazanie władzy i to w ręce człowieka nienależącego do dynastii panującej, pozwala przypuszczać, iż Etelwald był w jakiś sposób zamieszany w królobójstwo.
To samo źródło oraz Kronika anglosaska i kronika Symeona z Durham odnotowują również, że dwa lata później, 6 sierpnia 761 roku, Etelwald zabił po trzydniowej walce swego konkurenta do tronu, "najszlachetniejszego athelinga" Oswine, prawdopodobnie syna Eadberta.
W 762 roku Etelwald Moll poślubił w Catterick Eteltydę, z którą miał co najmniej jednego syna, Etelreda.
Nie zachowały się żadne źródła dokumentujące panowanie Etelwalda Molla. Wiadomo jedynie, że został obalony 30 października 765 roku przez sojusz szlachty i duchowieństwa, którzy zebrali się w Pincanheale. Został zmuszony do wstąpienia do klasztoru.
Następcą Etelwalda Molla został Alhred, który twierdził, że pochodzi z rodu Idy, a w dodatku poślubił księżniczkę Osgifu, córkę zamordowanego króla Oswulfa.